# SAP Open 2013
Il SAP Open 2013 è stato un torneo di tennis giocato sul cemento indoor. È stata la 125ª e ultima edizione del SAP Open facente parte dell'ATP World Tour 250 series nell'ambito dell'ATP World Tour 2013. Si è giocato all'HP Pavilion di San Jose in California, dall'11 al 17 febbraio 2013.

## Partecipanti

### Teste di serie
| Nazionalità | Giocatore         | Ranking* | Testa di serie |
| ----------- | ----------------- | -------- | -------------- |
| Canada      | Milos Raonic      | 13       | 1              |
| Stati Uniti | John Isner        | 16       | 2              |
| Stati Uniti | Sam Querrey       | 20       | 3              |
| Germania    | Tommy Haas        | 22       | 4              |
| Spagna      | Fernando Verdasco | 24       | 5              |
| Uzbekistan  | Denis Istomin     | 46       | 6              |
| Australia   | Marinko Matosevic | 49       | 7              |
| Belgio      | Xavier Malisse    | 51       | 8              |

* Ranking al 4 febbraio 2013.

### Altri partecipanti
I seguenti giocatori hanno ricevuto una wild card per il tabellone principale:
- Steve Johnson
- Bradley Klahn
- Jack Sock

I seguenti giocatori sono passati dalle qualificazioni:

- Tim Smyczek
- Ryan Sweeting
- Donald Young
- Rik De Voest

## Campioni

### Singolare
Milos Raonic ha sconfitto in finale  Tommy Haas per 6-4, 6-3.
- È il quarto titolo in carriera per Raonic, il terzo consecutivo a San Jose ed il primo titolo del 2013.

### Doppio
Xavier Malisse /  Frank Moser hanno sconfitto in finale  Lleyton Hewitt /  Marinko Matosevic per 6-0, 6(5)–7, [10-4].